# プニーフタール
プニーフタール(Pneeph Taal)は、クトゥルフ神話に登場する架空の神性。

## 概説
四十億年前に地球に飛来したが、後に旧神に封印された。封印された場所は、ミスカトニック河附近、シャドウ・レイクの近くの洞窟。エルトダウン・シャーズに記述があり、それに依れば解放の時を「待っている」存在であり「耐え忍んでいる」存在である。
意思を持って蠢く煙か霧のような姿をしているが、完全な気体生物ではなく触手で物体に触れる事が出来る。人間の生命力を糧としていて、餌として捕食された人間は錦蛇に絞め潰されたような死体となって発見される。
洞窟の入り口を旧神の印が覆う形で封印されており、前石器時代の呪物だと想って旧神の印を動かすと中からプニーフタールが出て来たが、長い封印で弱っており本格的な活動は出来ず、封印されていた洞窟を住処とし、そこから出て来ては人間を捕食していた。洞窟の中に居る間に、旧神の印で入り口を塞がれ再封印された。